# Dębowa Góra (Gdynia)
Dębowa Góra (kaszb. Dembòwô Gòra, niem. Eichenberg) – to osiedle domów jednorodzinnych położone na terenie Gdyni, w granicach dzielnicy Chwarzno-Wiczlino. Jest częścią większego osiedla noszącego nazwę Wiczlino Wybudowanie. Położone wzdłuż odnogi ulicy Chwarznieńskiej rozciągającej się skrajem Trójmiejskiego Parku Krajobrazowego w pasie Wzgórz Chwaszczyńskich.
Miejscowość wzmiankowana już w XVII w. – razem z sąsiednimi: Niemotowem i Brzozową Górą. Wszystkie trzy wchodziły w skład tzw. Chylońskich Pustek – osad położonych w otoczeniu ówczesnej wsi Chylonia. W granice Gdyni osadę włączono w 1973 roku.